# Tupistra grandis
Tupistra grandis är en sparrisväxtart som beskrevs av Henry Nicholas Ridley. Tupistra grandis ingår i släktet Tupistra och familjen sparrisväxter. Inga underarter finns listade i Catalogue of Life.